# Ashley Argota
Ashley Spencer Argota (Redlands, 9 de Janeiro de 1993) é uma atriz, cantora e compositora norte-americana. Conhecida por interpretar Lulu Johnson em True Jackson, VP e Kelly Peckinpaw em Bucket & Skinner's Epic Adventures, ambas séries da Nickelodeon. Iniciou a carreira em 2007, participando do filme Schooled, onde interpretou a personagem Soomi Alverez. 

## Carreira

### 2006-presente:True Jackson, VPe carreira musical
Ashley começou na carreira em 2006, com seu álbum Dream Comes True, e o single de mesmo nome. Em 2007, Argota participou do filme Schooled onde interpretou a personagem Soomi Alverez, o filme obteve sucesso e não demorou para que Ashley fosse contratada por uma emissora estadunidense, foi então no ano seguinte que a Nickelodeon contratou a atriz para uma pequena participação na série iCarly como Kathy uma menina da escola. No mesmo ano em meados de 2008, Ashley lançou seu segundo álbum de estúdio: Ashley com o single "Backwards" lançado em 24 de Julho de 2009. O álbum foi lançado pela gravadora Moho Productions. No mês seguinte em Novembro de 2008, Ashley entrou para o elenco principal da série True Jackson, VP estrelada por Keke Palmer, como Lulu Jonhson. Após três anos em hiato, Ashley voltou em 2011 com a personagem Kelly Peckinpaw na série Bucket & Skinner's Epic Adventures. E irá fazer uma participação na série The Troop em Novembro.

## Discografia

### Álbuns de estúdio
| Título           | Ano  | Lançamento           | Gravadora(s)     |
| Dream Comes True | 2006 | Setembro de 2006     | New Revolution   |
| Ashley           | 2007 | 14 de Agosto de 2007 | Moho Productions |

### Singles
| Título             | Álbum            | Ano  | Gravadora(s)     |
| "Dreams Come True" | Dreams Come True | 2006 | New Revolution   |
| "Backwards"        | Ashley           | 2007 | Moho Productions |

## Filmografia
| Cinema | Cinema               | Cinema        | Cinema                |
| Ano    | Título               | Papel         | Notas                 |
| ------ | -------------------- | ------------- | --------------------- |
| 2007   | Schooled             | Soomi Alverez | Participação especial |
| 2015   | Blackout             | Elle          | Protagonista          |
| 2015   | The Storybook Killer | Rose          | Protagonista          |
| 2015   | Broken: A Musical    | Helen         | Elenco principal      |

| Televisão   | Televisão                          | Televisão       | Televisão                                   |
| Ano         | Título                             | Papel           | Notas                                       |
| ----------- | ---------------------------------- | --------------- | ------------------------------------------- |
| 2008        | iCarly                             | Kathy           | Episódio: "iHave a Lovesick Teacher"        |
| 2008 - 2011 | True Jackson, VP                   | Lulu Jonhson    | Elenco principal; Série Nickelodeon         |
| 2011 - 2012 | Bucket & Skinner's Epic Adventures | Kelly Peckinpaw | Elenco principal; Série Nickelodeon         |
| 2011        | The Troop                          | Mazie           | Episódio: "Road Trip"                       |
| 2012        | Baby Daddy                         | Ava             | 1 Episódio                                  |
| 2014        | The Fosters                        | Lou Chan        | Elenco recorrente                           |
| 2014        | Como Criar o Garoto Perfeito       | Nevaeh Barnes   | Antagonista; Filme Disney Channel para a TV |
| 2014        | Cabot College                      | Hanna           |                                             |
| 2014        | Austin & Ally                      | Elle            | 1 Episódio                                  |
| 2014        | Chasing Life                       | Krista          | 1 Episódio                                  |